# Comune di Rødby
Il comune di Rødby fino al 1º gennaio 2007 è stato un comune danese situato nella contea dello Storstrøm, il comune aveva una popolazione di 6.551 abitanti (2006) e una superficie di circa 120 km². Capoluogo era la cittadina omonima.
Il comune fu costituito nel 1970 per accorpamento di varie ex municipalità (Nebbelunde-Sædinge, Ringsebølle, Tirsted-Skørringe-Vejleby) con Rødby Købstad (danese per "città-mercato di Rødby").
Dal 1º gennaio 2007, con l'entrata in vigore della riforma amministrativa, il comune è stato soppresso e accorpato ai comuni di 
Holeby, Højreby, Maribo, Nakskov, Ravnsborg e Rudbjerg per dare luogo al neo-costituito comune di Lolland compreso nella regione della Selandia.